# Sant Guim de la Plana
Sant Guim de la Plana är en kommun och ort i Spanien.   Den ligger i provinsen Província de Lleida och regionen Katalonien, i den östra delen av landet, 400 km öster om huvudstaden Madrid. Sant Guim de la Plana ligger 591 meter över havet och antalet invånare är 191.
Terrängen runt Sant Guim de la Plana är huvudsakligen platt, men österut är den kuperad. Runt Sant Guim de la Plana är det ganska glesbefolkat, med 24 invånare per kvadratkilometer. Närmaste större samhälle är Tàrrega, 19,9 km sydväst om Sant Guim de la Plana. Trakten runt Sant Guim de la Plana består till största delen av jordbruksmark.